# Alexander Schadenberg
Alexander Schadenberg (* 27. Mai 1852 in Breslau; † 15. Januar 1896 in Vigan) war ein deutscher Chemiker, Forschungsreisender und Ethnograph.
Schadenberg begab sich 1876 als Chemiker nach Manila (Philippinen). Ab 1881 arbeitete er als Apotheker in Vigan (Ilocos Norte, Philippinen). Die von ihm in den Philippinen gesammelten Exponate bereichern zahlreiche europäische Museen.